# Parasimpatički nervni sistem
Parasimpatički nervni sistem (PSNS) je jedan od tri dela autonomnog nervnog sistema (ANS). ANS je odgovoran za regulaciju unutrašnjih organa i žlezda, što se odvija podsvesno. Parasimpatički sistem je specifično odgovoran za stimulaciju aktivnosti do kojih dolazi kada je telo u mirovanju, što obuhvata salivaciju, lakrimaciju, ordinaciju, varenje i defekaciju. Njegovo dejstvo se smatra komplementarim dejstvu drugih glavnih grana autonomnog nervnog sistema, Simpatički nervni sistem je odgovoran za stimulaciju aktivnosti vezanih borba-ili-bežanje respons. Kao posledica takve relacije, dejstvo parasimpatički nervni sistem se često opisuje kao "odmor i varenje".

## Fizička lokacija
Parasimpatički nervi (PSN) su autonomne ("visceralne") grane perifernog nervnog sistema (PNS). Parasimpatička nervna vlakna proizlaze iz centralnog nervnog sistema sa S2, S3, S4 i kičmenih živaca i iz trećeg, sedmog, devetog, i desetog moždanog živca. Zbog njegove lokacije parasimpatički sistem se obično kaže da ima "kraniosakralni odliv".

## Receptori
Parasimpatički nervni sistem koristi prvenstveno acetilholin (ACh) kao svoj neurotransmiter, mada i niz peptida (kao što je holecistokinin) mogu da dejstvuju na PSNS kao neurotransmiteri. ACh dejstvuje na dva tipa receptora, muskarinske i nikotinske holinergične receptore. Najveći deo transmisija se odvija u dva stupnja. Nakon stimulacije, preganglioni nerv oslobađa ACh na ganglion, koji dejstvuje na nikotinske receptore postganglionih neurona. Postganglioni neuron onda oslobađa ACh da bi stimulisao muslarinske receptore na ciljnom organu.

## Spoljašnje veze
- Organizacija nervnog sistema Архивирано на веб-сајту  (3. јануар 2010)
- Simpatički i parasimpatički nervni sistem